# یان فرانسیس‌سی ریماوسکی
یان فرانسیس‌سی ریماوسکی (مجاری: Francisci János; ۱ ژوئن ۱۸۲۲ – ۷ مارس ۱۹۰۵) شاعر، رمان‌نویس، مترجم، روزنامه‌نگار و سیاستمدار اسلواکی بود که با رهبر ملی‌گرا، لودویت اشتور همکاری می‌کرد. او از اسامی مستعار متعددی استفاده می‌کرد.